# Dallas megye (Iowa)
Dallas megye az Amerikai Egyesült Államokban, azon belül Iowa államban található. Megyeszékhelye Adel. Lakosainak száma 99 678 fő (2020. április 1.). Dallas megye Boone, Polk, Madison, Guthrie, Greene, Adair és Warren megyékkel határos.

## Népesség
A megye népessége az elmúlt években az alábbi módon változott:
| Lakosok száma | 23 058 | 23 628 | 66 669 | 69 732 | 72 098 | 74 641 | 80 133 | 99 678 |
|               | 1900   | 1910   | 2010   | 2011   | 2012   | 2013   | 2015   | 2020   |